# Onthophagus grandivigilans
Onthophagus grandivigilans là một loài bọ cánh cứng trong họ Bọ hung (Scarabaeidae).